# Lekkoatletyka na Letnich Igrzyskach Olimpijskich 1896 – bieg na 110 m przez płotki
Biegi na 110 metrów przez płotki podczas Igrzysk odbyły się w dniach 7 kwietnia (eliminacje) oraz 10 kwietnia (finał). Ośmiu biegaczy z sześciu państw zostało podzielonych na 2 grupy eliminacyjne po 4 zawodników. Dwaj najlepsi awansowali do finału.

## Medaliści
Zestawienie zostało opracowane na podstawie źródła:

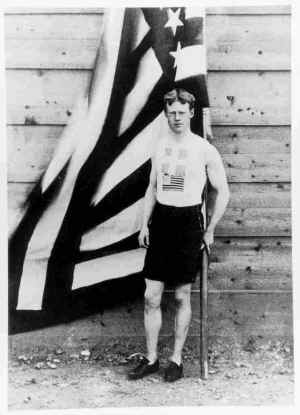
Thomas Curtis - Zwycięzca wyścigu

| Medal  | Zawodnik                                 |
| ------ | ---------------------------------------- |
| Złoto  | Thomas Curtis Stany Zjednoczone          |
| Srebro | Grantley Goulding Wielka Brytania        |
| Brąz   | tylko 2 zawodników wystartowało w finale |

## Eliminacje

### 1 bieg eliminacyjny
Zestawienie zostało opracowane na podstawie źródła:
| lp. | Zawodnik          | Kraj            | Wynik    | Uwagi |
| --- | ----------------- | --------------- | -------- | ----- |
| 1.  | Grantley Goulding | Wielka Brytania | 18.4     | Q     |
| 2.  | Frantz Reichel    | Francja         | nieznany | Q     |
| 3.  | Alajos Szokolyi   | Węgry           | nieznany |       |
| 4.  | Anastasios Andreu | Grecja          | nieznany |       |

### 2 bieg eliminacyjny
Zestawienie zostało opracowane na podstawie źródła:
| lp.   | Zawodnik                  | Kraj                 | Wynik    | Uwagi |
| ----- | ------------------------- | -------------------- | -------- | ----- |
| 1.    | Thomas Curtis             | Stany Zjednoczone    | 18.0     | Q     |
| 2.    | Welles Hoyt               | Stany Zjednoczone    | nieznany | Q     |
| 3.-4. | Kurt Dörry                | Cesarstwo Niemieckie | nieznany |       |
| 3.-4. | Athanasios Skaltsogiannis | Królestwo Grecji     | nieznany |       |

## Finał
Zestawienie zostało opracowane na podstawie źródła:
| lp. | Zawodnik          | Kraj              | Wynik | Uwagi |
| --- | ----------------- | ----------------- | ----- | ----- |
| 1.  | Thomas Curtis     | Stany Zjednoczone | 17.6  |       |
| 2.  | Grantley Goulding | Wielka Brytania   | 17.6  |       |
| –   | Welles Hoyt       | Stany Zjednoczone | DNS   | [ 6 ] |
| –   | Frantz Reichel    | Francja           | DNS   | [ 7 ] |